# Marcel Mihalovici
Marcel Mihalovici (født 22. oktober 1898 i Bukarest, Rumænien - død 12. august 1985 i Paris, Frankrig) var en rumænsk/fransk komponist.
Mihalovici studerede komposition hos Dimitrie Cuclin, og blev opdaget af George Enescu. Han kom til Paris, hvor han bosatte sig i (1919). Mihalovici studerede komposition videre på Schola Cantorum hos Vincent d´Indy. Han har skrevet 6 symfonier, orkesterværker, kammermusik, operaer, korværker, balletmusik, sange, solostykker for mange instrumenter etc. Mihalovici komponerede i neoklassisk og seriel stil, med inspiration fra rumænsk folklore. Han fik fransk statsborgerskab i (1955).

## Udvalgte værker
- Symfoni "Fra tidlige tider" (1944) - for orkester
- Symfoni nr. 1 "Sinfonia Giocosa" (1951) - for orkester
- Symfoni nr. 2 "Sinfonia Partita" (1952) - for strygerorkester
- Symfoni nr. 3 "Sinfonia Variata" (1960) - for orkester
- Symfoni nr. 4 "Sinfonia Cantata" (1953-1963) - for baryton, blandet kor og orkester
- Symfoni nr. 5 "Til minde om Hans Rosbaud" (1966-1969) - for orkester